# Дом Советов (Хмельницкий)
Дом Советов — главный корпус комплекса административных зданий органов государственной власти и местного самоуправления города Хмельницкий и Хмельницкой области. Памятник архитектуры местного значения.

## История

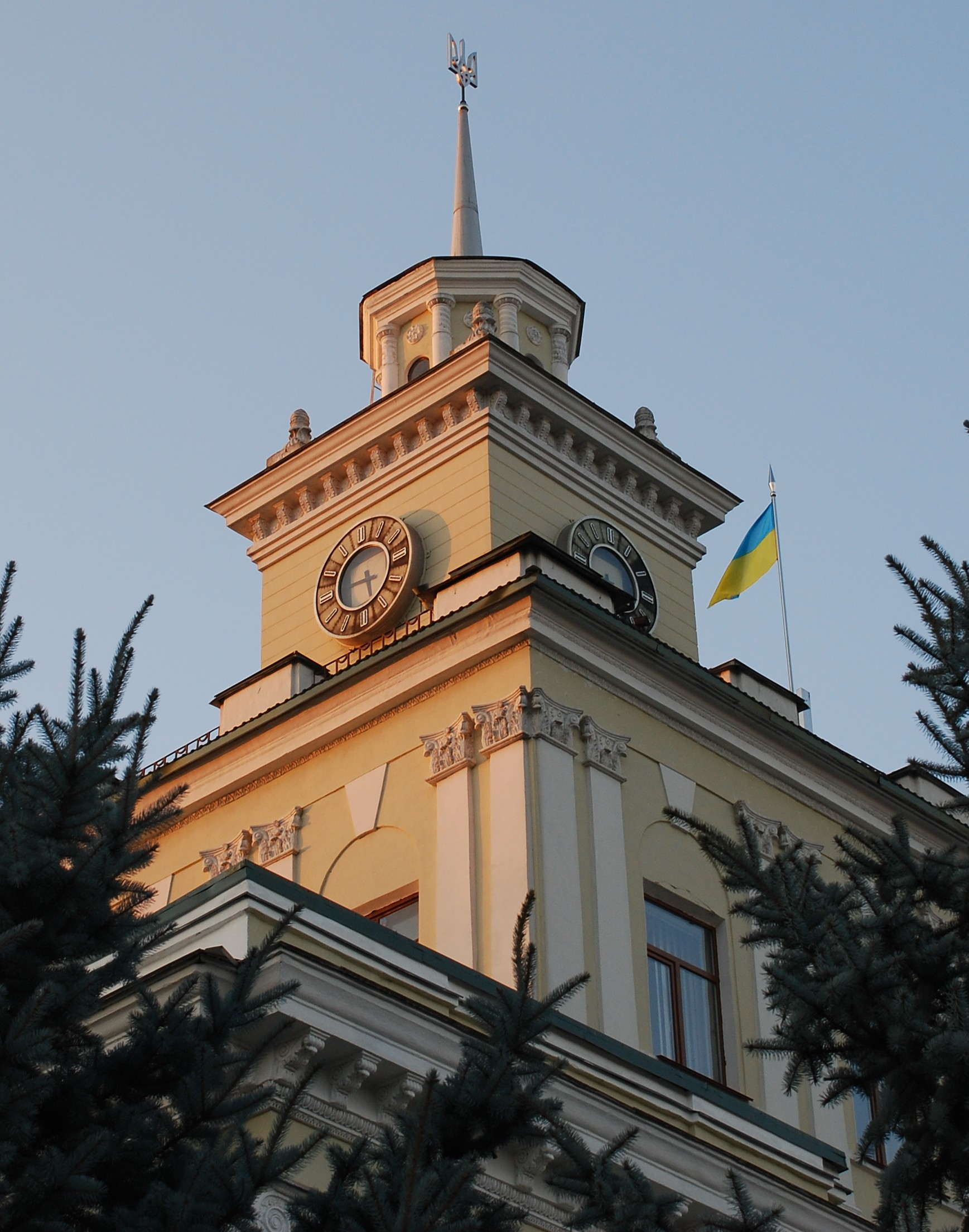
Центральная башня Дома Советов

Дом Советов имеет монументальный, торжественный вид и является одним из лучших образцов послевоенной застройки Хмельницкого. Он стал главной доминантой центральной площади города — Майдана Независимости Украины. Площадь сформировалась в середине 1950-х годов, когда характерной чертой в советской архитектурной практике послевоенного десятилетия (1945-55 годы) было широкое применение ансамблевой застройки. Яркий пример подобного архитектурного направления — формирование ансамбля главной площади в Хмельницком во время сооружения Дома Советов. Площадь в плане прямоугольная, ее пространственный объем с восточной стороны замкнули два трехэтажные жилые дома и трехэтажное административное здание между ними, построенные в 1952-54 годы выдержанные в классических формах. Дополняли ансамбль площади композиции зеленых насаждений, лепные вазы для цветов, парапеты с балюстрадой. В 1967 году площадь получила название — площадь Ленина. В 1970 году перед Домом Советов был установлен памятник. Ленину (авторы: скульптор Е. Кунцевич, архитекторы А. Игнащенко, Е. Перекрест), в конце 1980-х площадь подверглась капитальной реконструкции (новая планировка газонов, установлены фонтаны и др.). В 1991 году площадь Ленина переименовали в знак увековечения акта провозглашения Украины независимым государством (24.08.1991) в Майдан Независимости. В 1992 году памятник В. Ленину демонтировали и перенесли в городской парк культуры и отдыха.
Ныне Дом Советов занимают областная госадминистрация и областной Совет.

## Архитектура

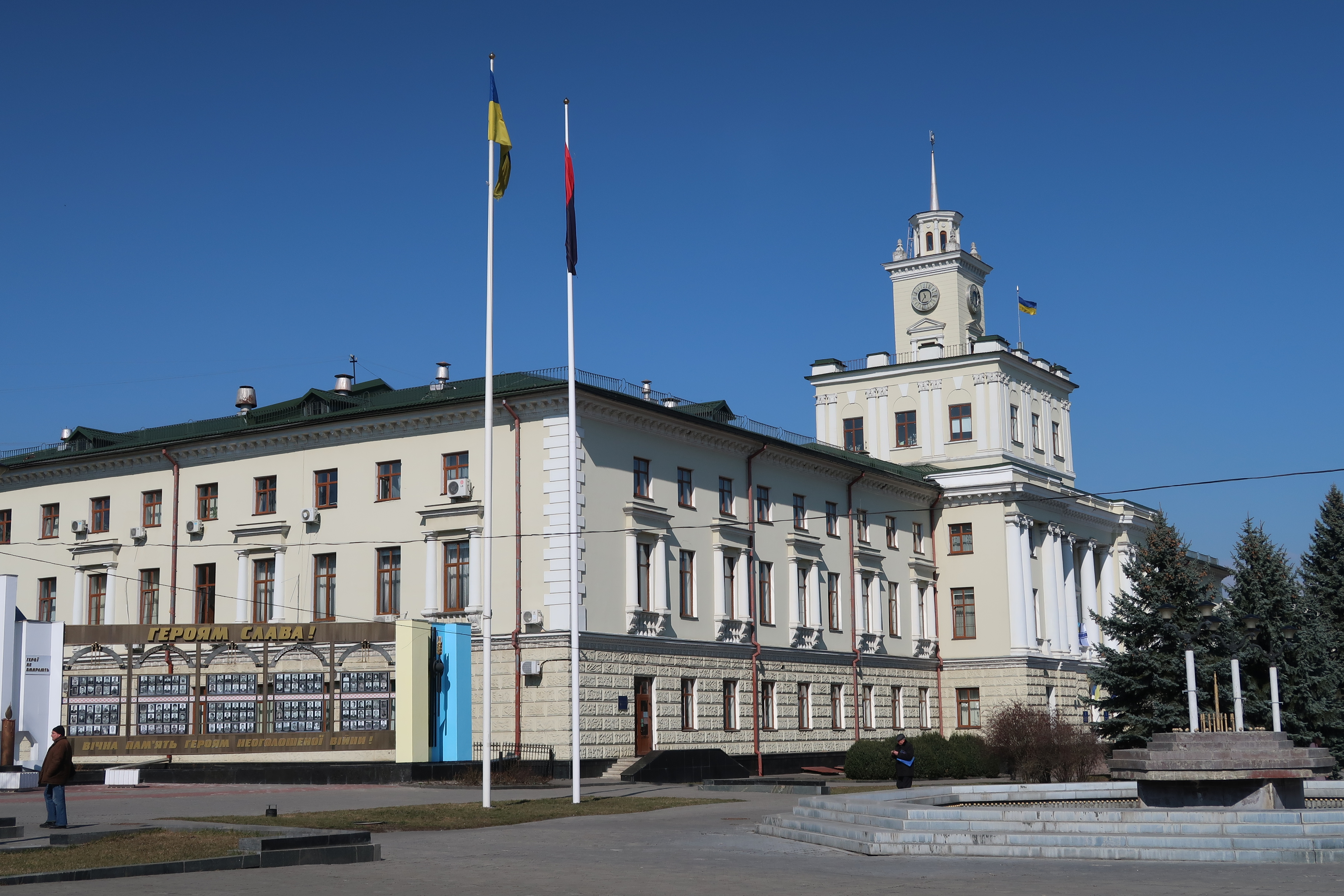
Общий вид

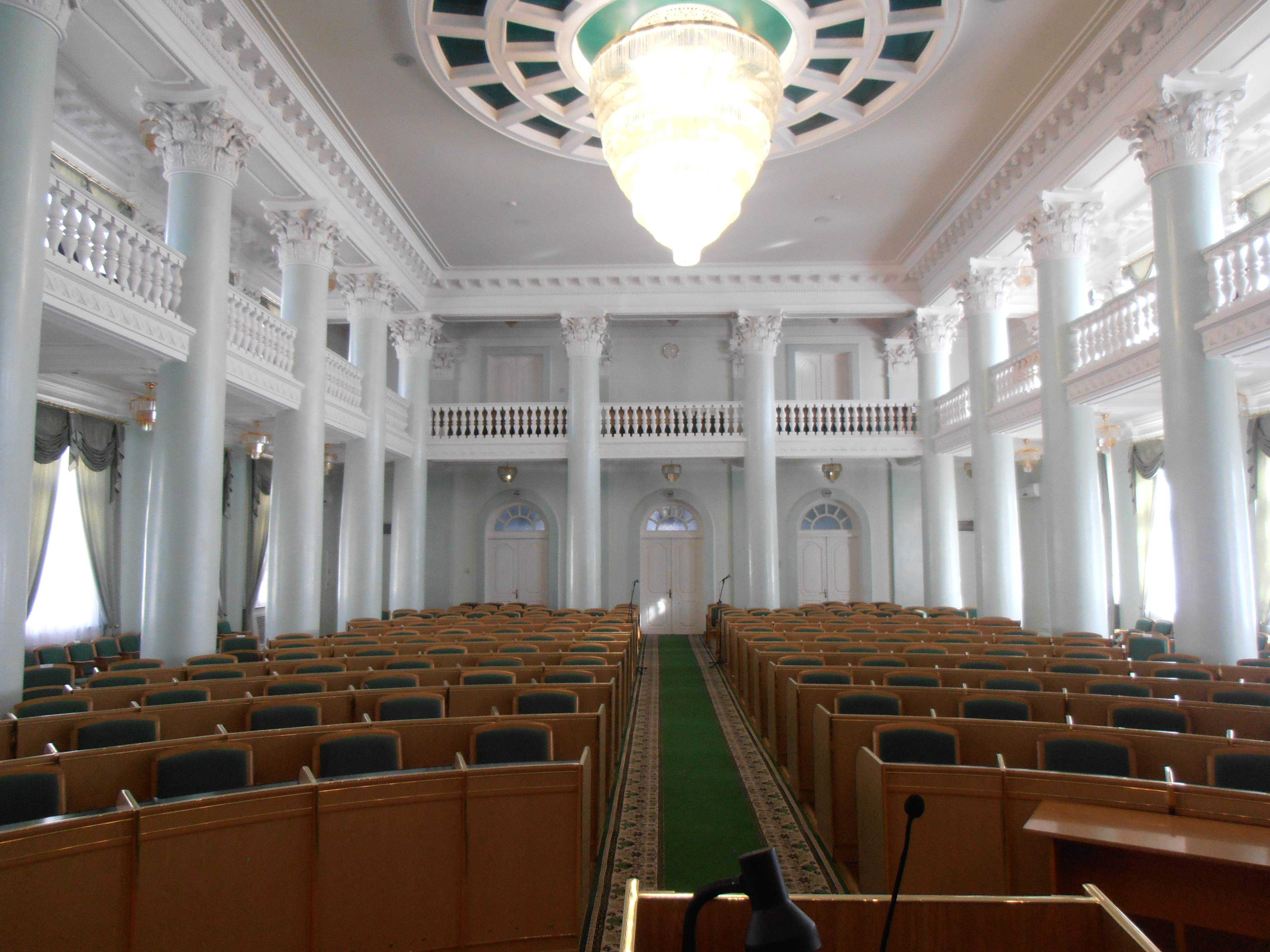
Интерьер сессионного зала

Трехэтажный на высоком цокольном полуэтаже, кирпичный, тинькований. Возведен по проекту архитектора Игната Чекирды. Выполнен в характерном для советской архитектуры 1950-х годов. стиле, основой которого было использование форм и приемов классики. В плане дома выделяется центральная прямоугольная часть и боковые большие Г-образные крылья. Над центральной частью сделана двухэтажная надстройка с двухъярусной башней, на которой с трех сторон (кроме задней) установлены часы. Общая композиция здания симметрична, с равномерным ритмом оконных проемов. На главном фасаде доминирует ризалит с парадным входом. Ризалит на уровне второго-третьего этажа имеет четырехколонный портик ионического ордера, который визуально продлен сдвоенными полуколоннами на всю его ширину. Общий ритм колоннады ризалита поддерживается сандриками, опирающимися на колонны, которыми украшены нечетные окна второго этажа фасадов. Междуоконное пространство и наружние надстройки декорированы сдвоенными пилястрами. Первый этаж здания облицован блоками под «рваций гранит». Сооружение венчает развитый карниз, надстройку - парапет, башню — высокий шпиль. До нач. 1980-х годов центральный ризалит украшали выполненные из цемента скульптурные композиции (по центру — щит с Гербом УССР в окружении флагов, по бокам — рабочий и колхозница), шпиль венчала звезда (в середине 1990-х годов она заменена на малый герб Украины — Тризуб).